# Mesorregión del Valle del Itajaí
La mesorregión del Valle del Itajaí o mesorregión del Vale do Itajaí es una de las seis mesorregiones del estado brasileño de Santa Catarina. Es formada por la unión de 53 municipios agrupados en cuatro microrregiones.

## Microrregiones
- Blumenau
- Itajaí
- Ituporanga
- Rio do Sul